# Florești (arrondissement)
Florești is een arrondissement van Moldavië. De zetel van het arrondissement is Florești. Het arrondissement ligt in het noorden van Moldavië. De communisten kregen in 2005 54 % van alle stemmen.
De 40 gemeenten, incl. deelgemeenten (localitățile), van Florești:
- Alexeevca, incl. Chirilovca, Dumitreni en Rădulenii Noi
- Băhrinești
- Cașunca
- Cernița
- Ciripcău
- Ciutulești, incl. Ion Vodă, Mărinești en Sîrbești
- Coșernița
- Cuhureștii de Jos, incl. Țipordei
- Cuhureștii de Sus, incl. Nicolaevca, Unchitești en Unchitești, loc.st.cf
- Cunicea
- Domulgeni
- Florești, met de titel orașul (stad)
- Frumușica, incl. Frumușica Nouă
- Ghindești, met de titel orașul (stad)
- Ghindești, incl. Hîrtop, Țîra en Țîra, loc.st.cf
- Gura Căinarului, incl. Zarojeni
- Gura Camencii, incl. Bobulești en Gvozdova
- Iliciovca, incl. Maiscoe
- Izvoare, incl. Bezeni en Scăieni
- Japca, incl. Bursuc
- Lunga
- Mărculești, met de titel orașul (stad)
- Mărculești
- Napadova
- Nicolaevca, incl. Valea Rădoaiei
- Prajila, incl. Antonovca, Frunzești en Mihailovca
- Prodănești, incl. Căprești
- Putinești
- Rădulenii Vechi
- Roșietici, incl. Cenușa en Roșieticii Vechi
- Sănătăuca
- Sevirova, incl. Ivanovca
- Ștefănești, incl. Prodăneștii Vechi
- Temeleuți
- Tîrgul Vertiujeni
- Trifănești, incl. Alexandrovca
- Vărvăreuca, incl. Stîrceni
- Văscăuți, incl. Făgădău en Octeabriscoe
- Vertiujeni
- Zăluceni;